# Joan Woodward
Joan Woodward (* 1916; † 1971) war eine britische Organisations- und Industriesoziologin.
Ihre wissenschaftliche Karriere begann sie an der Universität Liverpool. 1953–57 leitete sie die Human Relations Research Unit am South East Essex Technical College. Ab 1958 lehrte und forschte sie am Imperial College of Science and Technology der Universität London, wo sie die Industriesoziologie als Lehrfach einführte. 1970 wurde sie zur Professorin für Industriesoziologie ernannt. Sie war damit die zweite Frau, welche an diesem College einen Lehrstuhl (Full Professor) erhalten hatte.
Ihr Werk Industrial Organisation (1965) zählt zu den Klassikern der Organisationstheorie. Durch dieses Werk erhielt der situative Ansatz in der Organisationstheorie entscheidende Impulse. Er überwand die Vorstellung des „one best way“ der Organisationsgestaltung, wie es die klassische Managementlehre von Fayol und Taylor und der Bürokratieansatz Max Webers gelehrt hatten.
In ihrer innovativen Pionier-Forschung untersuchte Woodward 100 mittelenglische Industrieunternehmen unter der Fragestellung nach dem Zusammenhang von Produktionstechnik, manageriellem Kontrollsystem und wirtschaftlichem Erfolg. Wichtigstes Ergebnis war, dass (erfolgreiche) Firmen mit ähnlichen Fertigungssystemen ähnliche Leitungssysteme aufwiesen. Sie ordnete die Produktionstechniken nach ihrer Komplexität und fasste sie zu drei Haupttypen (Kleinserienfertigung, Massenproduktion, kontinuierliche oder Prozessproduktion) zusammen, denen sie jeweils spezifische (mit der Produktionstechnik kompatible) Organisationsformen zur Durchführung und Kontrolle der Produktion zuordnete.

## Schriften
- The Dockworker (1955)
- The Saleswoman: A Study of Attitudes and Behaviour in Retail Distribution (1960)
- Industrial Organisation: Theory and Practice (1965)
- Industrial Organisation: Behaviour and Control (1970)